# Хоробров (Львовская область)
Хоробров (укр. Хоробрів) — село в Сокальской городской общине Шептицкого района Львовской области Украины.
Население по переписи 2001 года составляло 819 человек. Занимает площадь 3 км². Почтовый индекс — 80013. Телефонный код — 3257.

## История
В 1993 г. селу возвращено историческое название.